# Bundesnachrichtendienst

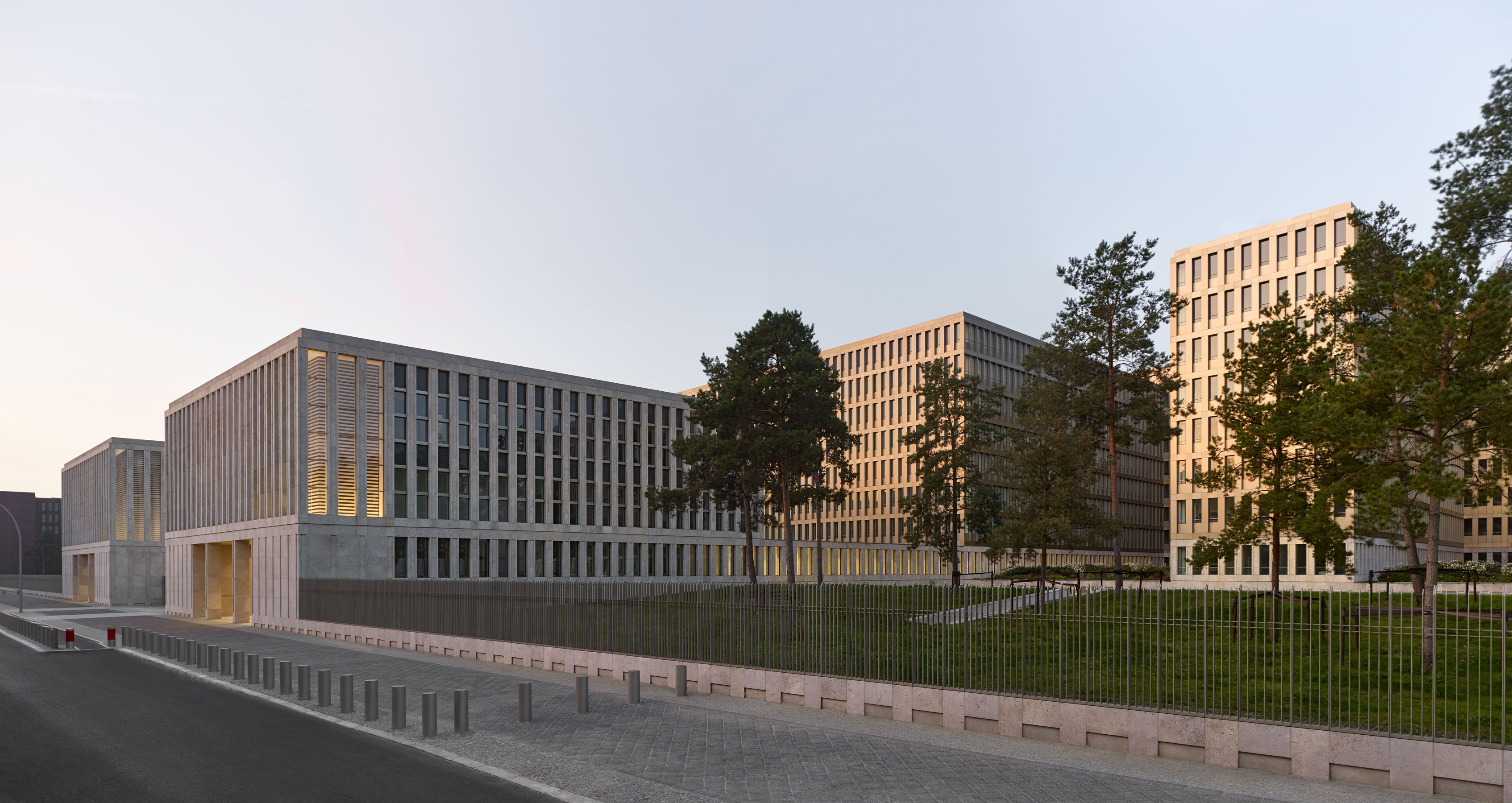
Bundesnachrichtendienst in Berlin.

De Bundesnachrichtendienst (BND) is, naast het 'Bundesamt für Verfassungsschutz' en de 'Militärischer Abschirmdienst', een van de drie geheime diensten van Duitsland. Zijn wettelijke opdracht bestaat in het verzamelen en analyseren van kennis over het buitenland die belang heeft inzake de buitenlandse en veiligheidspolitiek van de Bondsrepubliek.
De BND heeft ongeveer 6000 medewerkers en een geschat aantal van 90 buitenlandse posten (stand april 2006). Internationaal zou de BND met een 200-tal andere geheime diensten samenwerken.
De Bundesnachrichtendienst werd op 1 april 1956 officieel opgericht, als voortzetting van de onder toezicht van de CIA opererende “Organisation Gehlen”. Reinhard Gehlen was van 1942 tot 1945 chef van de afdeling “Fremde Heere Ost” (Vreemde Legers Oost) van de Duitse Generale Staf. Hij kreeg in 1946 van de Amerikaanse militaire overheid de opdracht een inlichtingendienst op te zetten voor het verzamelen van kennis over het Oostblok. Pas in 1956 kwam deze dienst onder verantwoordelijkheid van de bondskanselier, waaronder hij tot heden ressorteert.
Het hoofdkwartier van de BND is gevestigd in Pullach bij München, maar ongeveer 1400 medewerkers zijn in Berlijn actief. In het voorjaar 2006 maakte de Bondsregering plannen bekend om de dienst volledig naar Berlijn te verhuizen. Dit lokte een controverse uit, die leidde tot een herziening van de verhuisplannen. Volgens het laatste concept (mei 2006) zouden ongeveer 1500 medewerkers in Beieren blijven.